# کنی جی
کنی جی (به انگلیسی: Kenneth Gorelick مشهور به Kenny G)، نوازنده و آهنگساز نامدارِ جاز نرم آمریکاییست.
او در فیلم کریسمس مادرهای بد بازی کرده‌است.

## اوایل زندگی
کنی جی در ۵ ژوئن ۱۹۵۶ در سیاتل، واشینگتن آمریکا و در یک خانوادهٔ یهودی به‌دنیا آمد.

## شغل
او نوازنده انواع مختلف ساکسیفون می‌باشد و لقبش سلطان ساکسیفون است
وی تا کنون یک‌بار و در سال ۱۹۹۳ برندهٔ جایزهٔ گرمی شده‌است.

## زندگی شخصی
او در سال ۱۹۹۲ با لیندی بنسون ازدواج کرد و از ازدواج‌اش دو فرزند به نام‌های مکس و نُوا دارد.

## دیسکوگرافی
آلبوم‌های استودیویی
- ۱۹۸۲ - کنی جی
- ۱۹۸۳ - جی - فورس
- ۱۹۸۵ - جاذبه
- ۱۹۸۶ - داوتونز
- ۱۹۸۸ - شبح
- ۱۹۹۲ - مشتاق
- ۱۹۹۶ - لحظه
- ۱۹۹۹ - کلاسیکس در کلید جی
- ۲۰۰۲ - بهشت
- ۲۰۰۴ - سرانجام … آلبوم دو نفره
- ۲۰۰۶ - من آمادهٔ عشق هستم … عاشقانه‌ترین ملودی‌های تمام دوران
- ۲۰۰۸ - ریتم و افسانه
- ۲۰۱۰ - قلب و روح
- ۲۰۱۱ - ناماسته هند

آلبوم‌های تعطیلات
- ۱۹۹۴ - معجزه‌ها: آلبوم تعطیلات
- ۱۹۹۴ - یک موش خیلی خوشحال
- ۱۹۹۹ - اعتقاد: یک آلبوم تعطیلات
- ۲۰۰۲ - آرزوها: یک آلبوم تعطیلات
- ۲۰۰۵ - بهترین کلاسیک‌های تعطیلات
- ۲۰۰۶ - کلکسیون تعطیلات

آلبوم‌های زنده
- ۱۹۸۹ - کنی جی زنده
- ۲۰۰۶ - یهترین
- ۲۰۱۱ - کنی جی کلکسیون تور

آلبوم‌های گردآوری شده
- ۱۹۹۳ - کلکسیون
- ۱۹۹۳ - مونتاژ
- ۱۹۹۴ - بهترین‌های کنی جی
- ۱۹۹۷ - کنی جی - بهترن‌ها
- ۲۰۰۱ - در آمریکا
- ۲۰۰۳ - نهایت کنی جی
- ۲۰۰۴ - افسانه کنی جی
- ۲۰۰۶ - کنی جی واقعی
- ۲۰۰۹ - همیشه در عشق: بهترین‌های کنی جی
- ۲۰۱۰ - آواز پرنده: بهترین‌های کنی جی

نسخه‌های نمایشی
- ۱۹۹۷ - ۶ قلبها